# Degustación virtual
La degustación virtual es una experiencia generada por un simulador de sabor digital. La sensación real de los alimentos y su sabor en la boca es simulada a través de electrodos. En el 2012, un equipo de investigadores de la Universidad Nacional de Singapur desarrolló un chupete (lollipop) digital, un dispositivo electrónico capaz de transmitir a la lengua cuatro sensaciones de sabor (saladas, agrias, dulces y amargas).
En el 2016 el mismo equipo creó un cuadrado con elementos termoeléctricos para simular la sensación dulce de los alimentos a través de cambios de temperatura. Si este sistema se implementa en tazas o vasos, podría hacer que las bebidas con bajo contenido de azúcar sean más dulces, ayudando a las personas a reducir el consumo de azúcar.
Un equipo de la Universidad de Tokio creó un dispositivo que simula las diferentes texturas de los alimentos a través de la electricidad. El dispositivo utiliza electrodos en el músculo del masetero (un músculo de la quijada usado para masticar) y simula la textura cambiando la frecuencia del músculo. Por ejemplo una frecuencia más alta simula la textura dura de la comida.